# Kezar Stadium

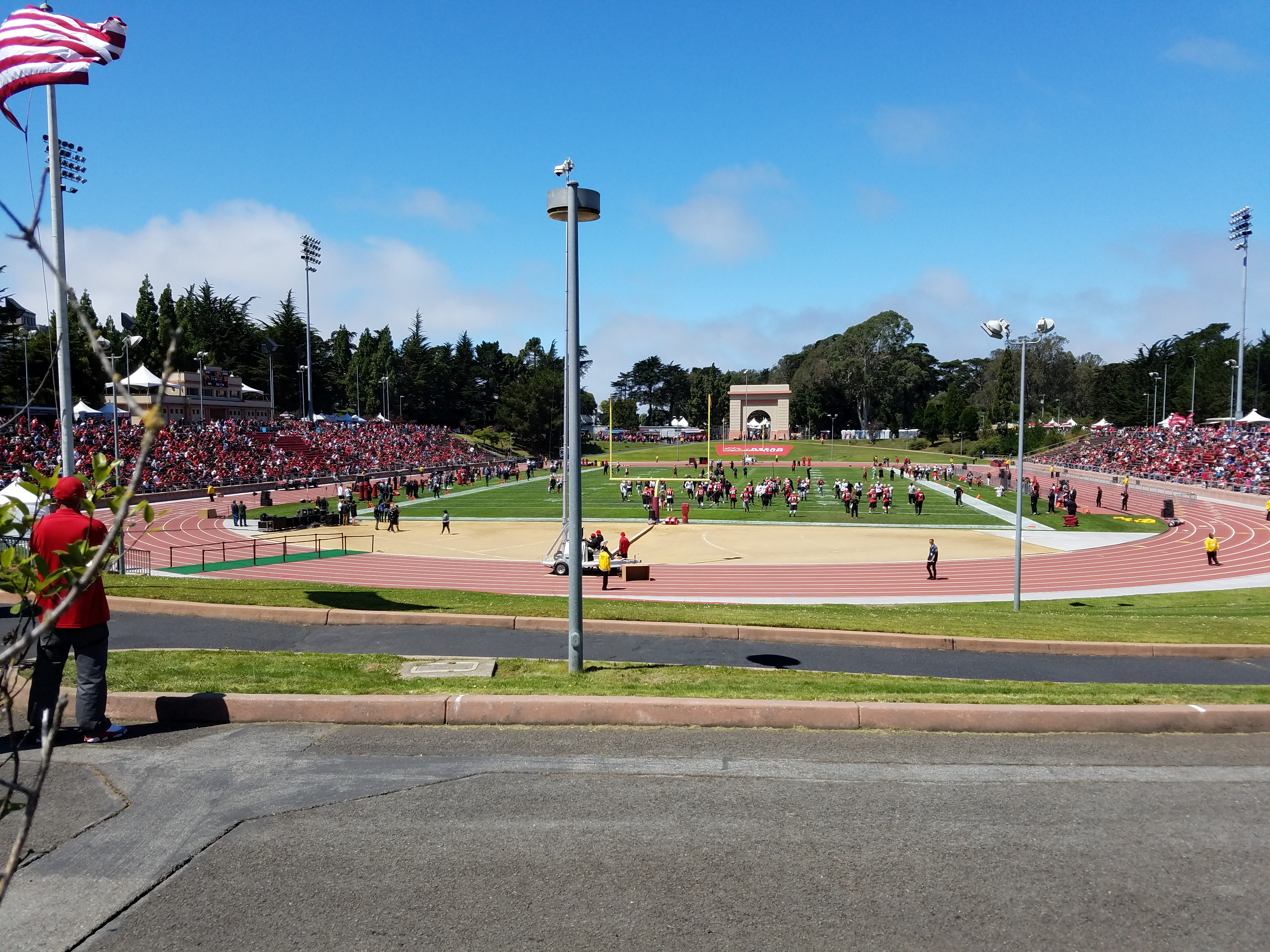
Kezar Stadium.

Kezar Stadium är en utomhusarena i San Francisco, Kalifornien, i Golden Gate Park. Arenan är f.d. hemmaarena till NFL-lagen San Francisco 49ers och Oakland Raiders.